# Cova càrstica de Baishiya
La cova càrstica de Baishiya (en xinés: 白石崖溶洞) és un jaciment paleoantropològic  de gran altitud i un santuari budista tibetà situat a l'extrem nord-est de l'altiplà tibetà al  comtat de Xiahe, Gansu, la Xina. En aquesta cova càrstica s'ha descobert el primer fòssil d'homínid trobat de l'altiplà tibetà, la mandíbula de Xiahe. La mandíbula, gràcies a l'anàlisi de proteïnes antigues o paleoproteòmica, és el primer descobriment confirmat d'un fòssil denissovà fora de la Cova de Deníssova. Aquest descobriment fòssil demostra que els humans arcaics estaven presents en un entorn de gran altitud i baix oxigen fa uns 160.000 anys.

## Geografia
La cova càrstica de Baishiya es troba a Ganjia (甘加镇), al comtat de Xiahe, Prefectura Autònoma Tibetana de Gannan, Gansu, la Xina, a l'extrem nord-est de l'altiplà tibetà. Es troba al costat sud de la muntanya Dalijiashan, al peu d'un penya-segat blanc. La cova és a la conca de Ganjia, a la desembocadura del riu Jiangla, un afluent del riu Yangqu. La cova té més d'1 quilòmetre de longitud. A 80 m de l'entrada, la temperatura diürna hivernal de la cova és normalment de 8 a 9º C, adequada per a ser habitada en els durs hiverns de l'altiplà tibetà.

## Religió
La cova càrstica de Baishiya és un santuari del budisme tibetà situat al nord de Trakkar Gompa (Temple de Baishiya, Báishíyá Sì, 白石崖寺). Es diu que és un antic estatge de Padmasambhava i de la bodhisattva Tara, és un indret popular perquè els monjos hi dejunen i mediten. També és un lloc de peregrinació per als budistes tibetans. El 1982, el 10é Panchen Lama va retre homenatge al lloc. Segons la llegenda, la cova té més de 50 km i arriba fins al Comtat   de Xunhua, a la província de Qinghai.

## Fòssils

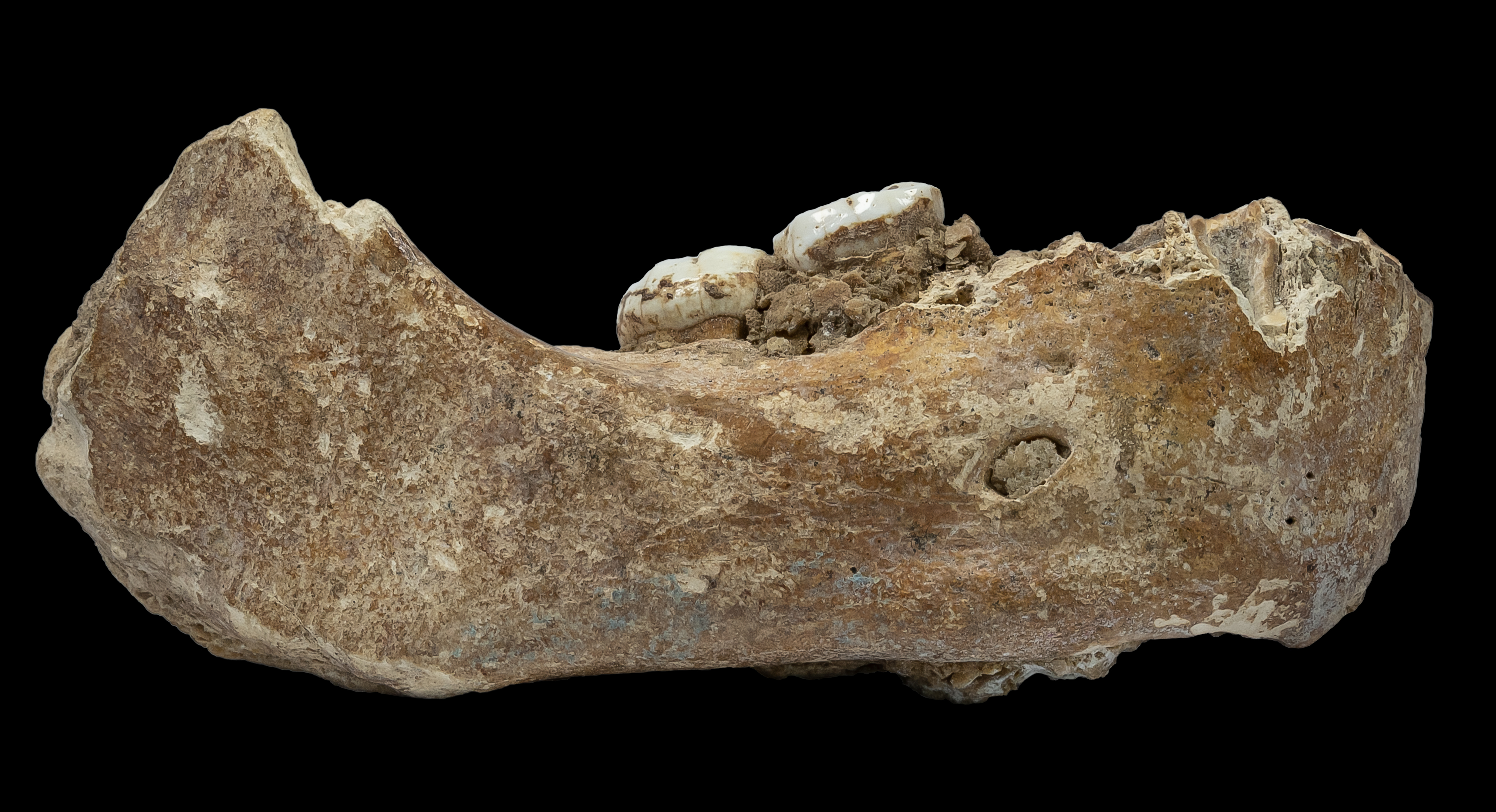
Mandíbula de Xiahe

El 1980, un monjo tibetà que estava meditant a la cova va descobrir-hi la mandíbula de Xiahe. Li donà el fòssil a Jigme Tenpe Wangchug (贡唐仓-久美丹贝旺旭), el sisé Gungthang Rinpoche tulku, que la va donar a la Universitat de Lanzhou. La mandíbula era tan inusual que els investigadors no sabien com classificar-la. Els científics Chen Fahu i Zhang Dongju van començar a estudiar el jaciment al 2010, mentre que la col·laboració amb l'Institut Max Planck d'Antropologia Evolutiva va començar al 2016. La primera prospecció arqueològica en el jaciment es feu al 2016, mentre que la primera excavació sistemàtica no va tenir lloc fins a 2018. A l'entrada de la cova es van trobar articles lítics i ossos d'animals amb marques de tall.
El 2020, uns científics de la Universitat de Wollongong, d'Austràlia, entre els quals es trobava el professor Bo Li, recuperaren ADN denissovà, a més d'objectes de pedra i ossos d'animals, a la cova sagrada budista de l'altiplà del Tibet. Es va recuperar ADN denissovà de quatre capes de la cova, datat d'entre 45.000 i 100.000 anys enrere. Un fragment de mandíbula s'havia trobat a la cova el 2019. Els aborígens australians tenen al voltant d'un 5% d'ADN denissovà.
La mandíbula de Xiahe és la meitat dreta d'una mandíbula parcial amb dos queixals units. Es va trobar una escorça calcària en la mandíbula d'uns 165.000 anys d'antiguitat per datació urani-tori. Es va perforar material de les dents i s'analitzaren sis proteïnes de col·lagen diferents per espectrometria de masses. Això demostra que l'espècimen de Xiahe pertanyia a una població estretament relacionada amb els espècimens denissovans de la Cova de Deníssova. És la primera vegada que s'identifica amb èxit un antic hominini utilitzant únicament anàlisi de proteïnes. És el fòssil denissovà més complet conegut. Discover, Science News i Nova anomenar el descobriment en les seues llistes d'històries científiques més importants del 2019.